# 大峪镇 (舟曲县)
大峪镇，原为大峪乡，是中华人民共和国甘肃省甘南藏族自治州舟曲县下辖的一个乡镇级行政单位。2018年9月撤乡改镇。

## 行政区划
大峪镇下辖以下地区：
大崖村、香杭村、大坪村、老地村、多拉村、阿布村和得力村。